# Kanton Saint-Seine-l'Abbaye
Kanton Saint-Seine-l'Abbaye (francouzsky Canton de Saint-Seine-l'Abbaye) je francouzský kanton v departementu Côte-d'Or v regionu Burgundsko. Tvoří ho 20 obcí.

## Obce kantonu
- Bligny-le-Sec
- Champagny
- Chanceaux
- Curtil-Saint-Seine
- Francheville
- Frénois
- Lamargelle
- Léry
- Panges
- Pellerey
- Poiseul-la-Grange
- Poncey-sur-l'Ignon
- Saint-Martin-du-Mont
- Saint-Seine-l'Abbaye
- Saussy
- Trouhaut
- Turcey
- Val-Suzon
- Vaux-Saules
- Villotte-Saint-Seine